# Olbiades
Olbiades (altgriechisch Ὀλβιάδης) war ein antiker griechischer Maler, der im 3. Jahrhundert v. Chr. in Athen tätig war.
Er ist lediglich dadurch bekannt, dass Pausanias ihn als Maler eines Bildes des Kallippos nennt, der 279 v. Chr. die Athener in einer Schlacht an den Thermopylen gegen die Galater führte. Das Bild befand sich im neuen Buleuterion an der Agora von Athen.